# Lol Crawley

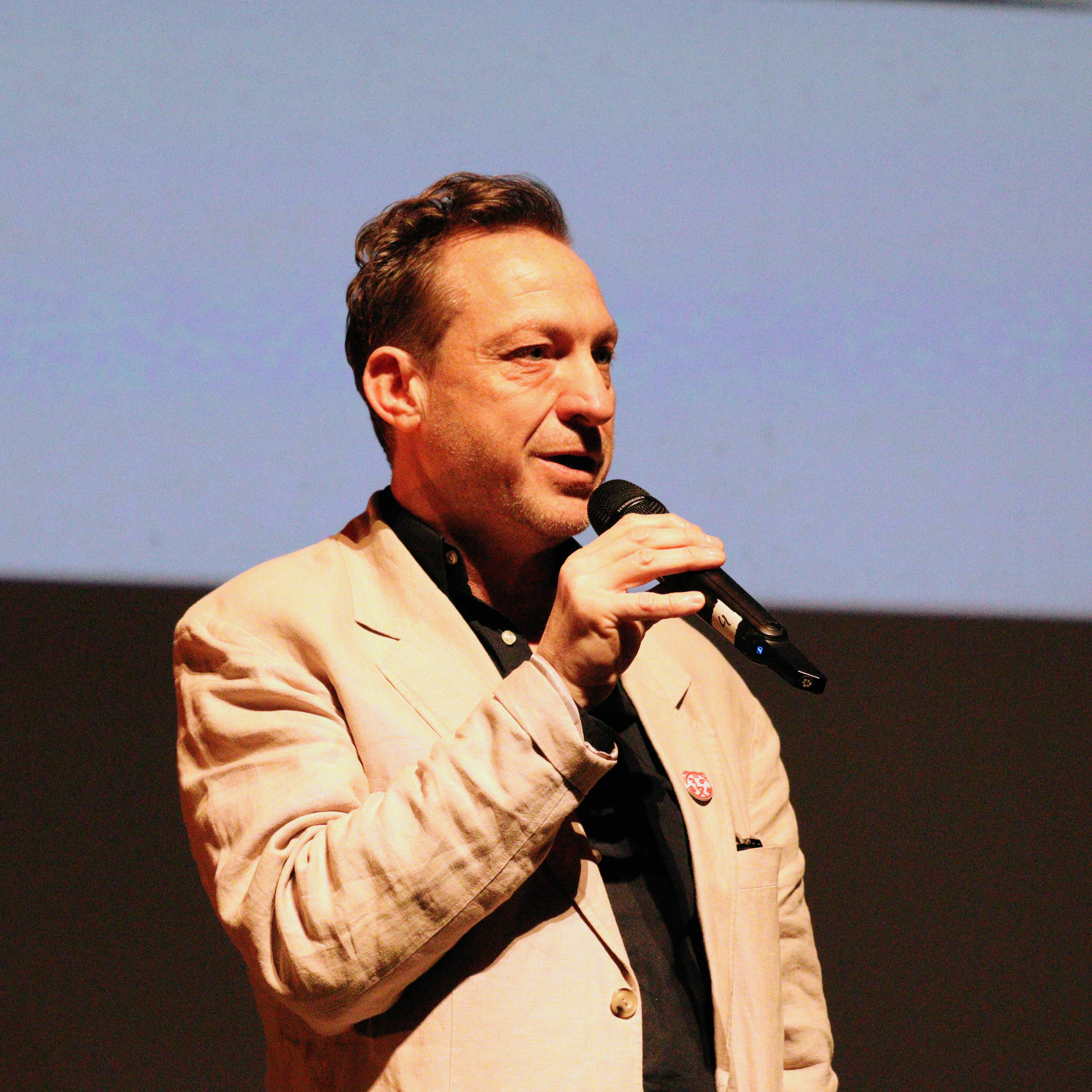
Lol Crawley (2025)

Laurie „Lol“ Crawley (* 2. November 1974 in Shrewsbury, England) ist ein britischer Kameramann. Er hat seit Beginn der 2000er-Jahre an mehr als 50 Fernseh- und Filmproduktionen mitgewirkt sowie für die Musik- und Werbeindustrie gearbeitet. Für seine Arbeit an dem Spielfilm Der Brutalist (2024) wurde er mit dem Oscar ausgezeichnet.

## Leben und Karriere
Lol Crawley verbrachte seine Kindheit in Mittelwales. Über das Interesse an der Fotografie und am Film, studierte er ursprünglich Regie am Fachbereich Media and Communication Design der Northumbria University in Newcastle upon Tyne. Während er Abschlussfilme für seine Kommilitonen drehte, begann sein Interesse für die Kameraarbeit. Er verließ die Hochschule, mit dem Ziel, als Kameramann für Kinofilme zu arbeiten.
Crawley begann seine Karriere in der Filmbranche als Kameraassistent an Mike Figgis’ Spielfilm Loss of Sexual Innocence (1998), bei dem der Franzose Benoît Delhomme Chefkameramann war. Dadurch erhielt er ein Praktikum beim Ungarn Ernest Vincze, der die britische Serie Big Women (1998) für Channel 4 abdrehte. Es folgten Arbeiten als zweiter Kameraassistent unter anderem bei Vincze und dem Briten John McGlashan an einer Reihe von Fernsehdramen, die auf 16-mm-Film realisiert wurden.
Um sich seinen Traum als Chefkameramann beim Spielfilm zu erfüllen, drehte er weiter Kurzfilme mit Kommilitonen, darunter Duane Hopkins’ preisgekrönten 15-Minüter Love Me or Leave Me Alone (2003). Dadurch wurde der Filmregisseur Lance Hammer auf Crawley aufmerksam. Er setzte ihn als Chefkameramann für seinen im Mississippi-Delta spielenden Kinofilm Ballast ein. Das Drama um einen Suizid, der das Leben dreier weiterer Menschen beeinflusst, brachte Hammer 2008 den Regiepreis des Sundance Film Festivals ein, während Crawley mit dem dortigen Kamerapreis geehrt wurde. Für seine „kraftvollen“ Bilder wurde er im selben Jahr vom Branchenmagazin Variety unter die „10 Cinematographers to Watch“ gewählt. Ein Jahr später wurde er für den Independent Spirit Award nominiert.
Eine langjährige Zusammenarbeit verbindet ihn mit dem US-amerikanischen Filmemacher Brady Corbet, für den er die Bilder zu dessen Spielfilmen The Childhood of a Leader (2015), Vox Lux (2018) und Der Brutalist (2024) schuf. Vor allem für das zuletzt genannte Historiendrama mit Adrien Brody und Guy Pearce in den Hauptrollen erhielt er Anerkennung. Weiterhin arbeitete Crawley im Kino unter anderem mit Chris Morris (Four Lions, 2010), Roger Michell (Hyde Park am Hudson, 2012), Justin Chadwick (Mandela – Der lange Weg zur Freiheit, 2013), Andrew Haigh (45 Years, 2015) und Noah Baumbach (Weißes Rauschen, 2022) zusammen.
Lol Crawley lebt gegenwärtig in Los Angeles und arbeitet für das US-amerikanische und internationale Kino. Er ist seit 2013 Mitglied der British Society of Cinematographers (BSC). Zu Anfang seiner Karriere inspirierte ihn die Arbeit seines Landsmanns Anthony Dod Mantle. Auch begeisterte er sich für Christopher Doyle.

## Filmografie (Auswahl)
- 2003: Love Me or Leave Me Alone (Kurzfilm)
- 2008: Ballast
- 2008: Better Things
- 2009: Wasted
- 2010: Four Lions
- 2010: One Night in Turin (Dokumentarfilm)
- 2010: Donkeys
- 2011: On the Ice
- 2011: Here
- 2011: From the Ashes (Dokumentarfilm)
- 2011: Das karmesinrote Blütenblatt (The Crimson Petal and the White, Miniserie, 4 Folgen)
- 2012: Hyde Park am Hudson
- 2013: Mandela – Der lange Weg zur Freiheit (Mandela: Long Walk to Freedom)
- 2014: Turn: Washington’s Spies (Fernsehserie, 1 Folge)
- 2014: Utopia (Fernsehserie, 6 Folgen)
- 2015: 45 Years
- 2015: The Childhood of a Leader
- 2015: The Reflektor Tapes
- 2016: The OA (Fernsehserie, 8 Folgen)
- 2017: Black Mirror (Fernsehserie, 1 Folge)
- 2018: Vox Lux
- 2019: Dau (Дау)
- 2020: Der geheime Garten (The Secret Garden)
- 2020: The Devil All the Time
- 2021: Shadow Kingdom (Konzertfilm)
- 2021: The Humans
- 2022: Weißes Rauschen (White Noise)
- 2024: Der Brutalist (The Brutalist)

## Auszeichnungen
- 2003: Lobende Erwähnung beim Kurzfilmfestival von Brest (Love Me or Leave Me Alone)
- 2008: Edinburgh International Film Festival – Trailblazers Award[7]
- 2008: Sundance Film Festival – Cinematography Award Dramatic (Ballast)
- 2010: UK Music Video Award[7]
- 2011: Woodstock Film Festival – Haskell Wexler Award (On the Ice)
- 2014: Royal Television Society Craft and Design Award (Utopia)

Erhaltene Auszeichnungen für seine Kameraarbeit an Der Brutalist:
- 2024: Boston Society of Film Critics Award
- 2024: Boston Online Film Critics Association Award
- 2024: Camerimage – Silberner Frosch (gemeinsam mit Brady Corbet)
- 2024: Capri Cinematographer Award
- 2024: Florida Film Critics Circle Award
- 2024: 2. Platz beim Los Angeles Film Critics Association Award
- 2024: Nevada Film Critics Society Award
- 2024: New York Film Critics Online Award
- 2024: San Francisco Bay Area Film Critics Circle Award
- 2025: Oscar
- 2025: Nominierung – Critics’ Choice Movie Award
- 2025: Kansas City Film Critics Circle Award
- 2025: 2. Platz beim National Society of Film Critics Award
- 2025: Nominierung – Satellite Award